# Gonioscelis ceresae
Gonioscelis ceresae là một loài ruồi trong họ Asilidae. Gonioscelis ceresae được Oldroyd miêu tả năm 1974. Loài này phân bố ở vùng nhiệt đới châu Phi.